# صدای تنهای انسان
صدای تنهای انسان (روسی: Одинокий голос человека) نخستین فیلم کاملاً بلند الکساندر سوکوروف است. این فیلم در اصل در سال ۱۹۷۸ فیلم‌برداری شد و در سال ۱۹۸۷ در استودیوی لنفیلم بازسازی گردید. این فیلم سوکوروف که در اصل قرار بود دفاع دیپلمش در مؤسسه سینمایی گراسیموف باشد، در اتحاد جماهیر شوروی تا گلاسنوست ممنوع شد.
صدای تنهای انسان به آندری تارکوفسکی تقدیم شده که سوکوروف را از دید اخلاقی در نبردش با سانسورچیان شوروی حمایت کرد.